# De Kameleon (hoorspel)
De kameleon is een hoorspel van Joan O’Connor en Cecily Finn. The Chameleon werd op 11 april 1962 door de BBC uitgezonden. Elisa Tekelenburg vertaalde het en de AVRO zond het uit op donderdag 7 maart 1968. De regisseur was Dick van Putten. Het hoorspel duurde 30 minuten.

## Rolbezetting
- Eva Janssen (Lois Stanton)
- Trudy Libosan (haar zoontje Jonathan)
- Dogi Rugani (tante Jennifer)
- Bert Dijkstra (Paul Laurence)
- Hans Veerman (Hugh Pelham)
- Herman van Eelen (dr. Alport)
- Willy Ruys (kolonel Boyd Green)
- Paul van der Lek (Peter Durrant)
- Corry van der Linden (Mabby)
- Harry Bronk (Harold)
- Jan Verkoren (Douglas)
- Donald de Marcas (een schooljongen)

## Inhoud
Uitgedost in een nieuwe japon maakt de ijdele en behaagzieke mevrouw Lois Stanton - die met haar zoon Jonathan en haar tante Jennifer een landhuis bewoont - zich op om haar jeugdvriend, de schrijver Paul Laurence, te ontmoeten. Het is twaalf jaar geleden dat ze hem voor het laatst heeft gezien. In die tijd is er in hun landhuis in Yorkshire wel het een en ander gebeurd. Het mislukte huwelijk met haar man Roger eindigde met zijn dood door een noodlottig ongeval, althans zo was de uitspraak van het Hof. En nu zit daar Paul Laurence, die eens verliefd op haar was. Al gauw merkt hij dat Lois graag met hem wil trouwen, maar hij ontdekt ook dat ze blind is als het gaat over het onopgevoede karakter van haar zoon Jonathan. Geen kwaad woord kan ze over hem horen. Al tien jaar oud toont hij geen enkele consideratie met wie ook die hem in de weg zouden staan. Een en ander spitst zich toe in een conflict met zijn vriendje Stephen, die een  hoofdrol zou spelen in een schoolstuk, wat Jonathan niet kan dulden. Paul zoekt het uit en ontdekt ten slotte de waarheid in het karakter van zoon en moeder. Hij draagt nog zorg voor de opvoeding van het kind, vertrekt en wenst Lois niet meer te ontmoeten. Haar ijdele en zelfzuchtige karakter heeft haar weer doen struikelen. Had hij haar jaren geleden niet eens gezegd dat ze een kameleon was, voor iedereen die ze ontmoette een andere kleur?